# Christopher Martin
Christopher Oteng Martin (Jamaica, 14 de fevereiro de 1987) é um cantor jamaicano de reggae e dancehall.